# Назаренко Дмитро Миколайович
Дмитро́ Микола́йович Наза́ренко (нар. 14 вересня 1987) — український футболіст і тренер, захисник.

## Клубна кар'єра
Вихованець юнацької команди «Донбас» Донецьк. У дорослому футболі дебютував 28 серпня 2004 року за команду «Ворскла-2», вийшовши у другому таймі проти донецького «Олімпіка». За полтавську команду відіграв 13 матчів у національному чемпіонаті.
У 2006 році дебютував у складі донецького Металурга, проте не зміг закріпитися у основному складі, зігравши за команду всього два матчі. 2008 року перейшов до алчевської Сталі, де відіграв два сезони своєї ігрової кар'єри, зігравши у 35 матчах.
Певний час на правах оренди провів у складі єреванського Бананца, але не зміг закріпитися у команді, тому вже у 2012 році дебютував у складі «Олександрії».
В березні 2015 року підписав контракт з клубом латвійського чемпіонату «Спартакс» (Юрмала).
4 січня 2016 року стало відомо про перехід Дмитра до складу ужгородської «Говерли», але цей трансфер не відбувся.
Улітку 2016 року став гравцем МФК «Миколаїв». Провів у складі миколаївського клубу 2 сезони, після чого став тренером цієї команди.

## Виступи за збірні
З 1999 по 2000 рік грав у складі юнацької збірної України (U-18), провівши у складі команди, загалом, 12 матчів. 2001 року дебютував в офіційних матчах у складі юнацької збірної України (U-19) проти команди Білорусі. Наразі встиг відіграти за команду 6 матчів.